# Elamski jezik
Elamski jezik (ISO 639-3: elx) je iščezli jezik kojim su govorili drevni Elamiti na jugozapadu Irana. Elamski je bio jedan od službenih jezika Perzijskog Carstva od 4. do 6. stoljeća pr. Kr. Zadnji zapisi na elamskom jeziku datiraju iz vremena osvajanja Aleksandra Makedonskog, nakon čega upotreba jezika gubi na značaju. Tijekom više stoljeća, razvijena su tri karakteristička elamska pisma; proto-elamski, linijski elamski, te elamsko klinasto pismo. Elamski je bio aglutinativni jezik, karakterističan po lingvističkom fenomenu u kojem genitiv imenica ne odgovara korijenu imenice. Elamski jezik nije srodan niti jednom od semitskih ili indo-europskih, odnosno sumerskom jeziku. Postoje dvije teorije o podrijetlu jezika; elamo-dravidska i afroazijska. Osim brojnih arheoloških zapisa koji datiraju iz doba Elama, elamski jezik spominje se i na Darijevim zapisima u Behistunu, te na trojezičnim natpisima u Perzepolisu.

## Vanjske poveznice
- The Elamitic Language  Arhivirana inačica izvorne stranice od 25. prosinca 2009. (Wayback Machine)
- Persepolis Fortification Archive Project
- Pregled elamskog jezika, Ernst Kausen (njemački)
- Elamska gramatika, rječnik i tekst, Enrique Quintana (španjolski)
- Elamski jezik (Эламский язык), Igor Diakonov (ruski)